# 化学的拮抗薬
化学的拮抗薬（かがくてききっこうやく、英: chemical antagonist）とは、他の分子の作用を中和する働きをするものである。その作用は、他の物質に直接結合することで、その物質の作用を阻害することによる。この点で受容体拮抗薬と異なる。カルシウムやナトリウムのようなキレート剤は、化学的拮抗薬のカテゴリーに属する。神経筋遮断薬の一種、ロクロニウムを特異的に結合してその効果を阻害するスガマデクスも化学的拮抗薬である。
化学では、拮抗作用とは、2つ以上の薬剤が組み合わさったときに、個々の作用の合計よりも全体的な作用が小さくなる現象のことである。
拮抗という言葉は、生化学や毒物学において最も一般的に用いられる。例えば、受容体拮抗薬とは、受容体拮抗薬が細胞上の受容体に結合したときにリガンドが生じる反応を低下させる薬剤のことである。例えば、インターロイキン-1 受容体拮抗薬がそうである。